# Who Wants to Live Forever
Who Wants to Live Forever ist ein Rocksong der englischen Band Queen. Die Powerballade wurde von dem Gitarristen Brian May für den Soundtrack des Films Highlander – Es kann nur einen geben geschrieben und in einer anderen Fassung im Juni 1986 auf dem Album A Kind of Magic veröffentlicht. Die Single erreichte Platz 24 in den britischen Charts. Seitdem sind eine Vielzahl von Coverversionen entstanden.

## Musik und Gesang
Brian May singt die erste Strophe und wird dann von Freddie Mercury abgelöst, der – abgesehen von der Zeile „but touch my tears with your lips“ und dem abschließenden „who waits forever anyway“ – den Rest des Liedes singt. Bei Live-Auftritten sang Mercury den gesamten Text. Die instrumentale Begleitung übernahm unter anderem das von Michael Kamen dirigierte National Philharmonic Orchestra.

## Hintergrund
In Highlander untermalt Who Wants to Live Forever eine Szene, in der gezeigt wird, wie Connor MacLeods Ehefrau Heather an seiner Seite altert und schließlich stirbt, während er als Unsterblicher für immer jung bleibt. In der Filmversion singt Mercury auch die erste Strophe. In einigen Folgen der späteren TV-Serie Highlander ist das Lied ebenfalls zu hören.
Eine Instrumentalversion mit dem Titel Forever ist als Bonustrack auf der CD-Ausgabe des Albums A Kind of Magic enthalten. Hier spielt Brian May Klavier mit etwas Keyboard-Begleitung während des Refrains. Die Kompilationen Greatest Hits II (1991) und Absolute Greatest (2009) beinhalten eine leicht gekürzte Fassung des Stücks. Eine Live-Interpretation von Queen, bei der May sowohl an den Keyboards als auch als Gitarrist zu hören ist, erschien 1992 auf dem Album Live at Wembley ’86 beziehungsweise 2003 auf DVD.

## Besetzung
- Freddie Mercury – (Hintergrund-) Gesang
- Brian May – (Hintergrund-)Gesang, Synthesizer, E-Gitarre, Orchester Arrangement
- Roger Taylor – Hintergrundgesang, Drum Machine
- Michael Kamen – Orchester Arrangement, Dirigieren
- National Philharmonic Orchestra – Streicher und Percussion

## Kommerzieller Erfolg

### Chartplatzierungen
| ChartsChartplatzierungen     | Höchstplatzierung | Wochen |
| ---------------------------- | ----------------- | ------ |
| Deutschland (GfK)            | 52 (6 Wo.)        | 6      |
| Vereinigtes Königreich (OCC) | 24 (8 Wo.)        | 8      |

### Auszeichnungen für Musikverkäufe
| Land/Region                  | Auszeichnungen für Musikverkäufe (Land/Region, Auszeichnung, Verkäufe) | Verkäufe |
| ---------------------------- | ---------------------------------------------------------------------- | -------- |
| Italien (FIMI)               | Gold                                                                   | 25.000   |
| Vereinigtes Königreich (BPI) | Platin                                                                 | 600.000  |
| Insgesamt                    | 1× Gold · 1× Platin ·                                                  | 625.000  |

Hauptartikel: Queen (Band)/Auszeichnungen für Musikverkäufe

## Dune-Version
1996 brachte Dune eine Orchester-Version als Single heraus, die auch auf dem 1997 erschienenen Album Forever enthalten ist. Die Band erreichte damit ihren größten Chart-Erfolg, und das Musikvideo wurde häufig auf den Musiksendern gespielt. Es zeigt vor allem die Sängerin Verena von Strenge zu Fuß unterwegs in den Highlands. Die Single verkaufte sich mehr als 500.000-mal. Sie erreichte Platz 3 in den österreichischen Charts, Platz 9 in der Schweiz, Platz 12 in den Niederlanden und Platz 59 in Schweden.
| ChartsChartplatzierungen     | Höchstplatzierung | Wochen |
| ---------------------------- | ----------------- | ------ |
| Deutschland (GfK)            | 2 (19 Wo.)        | 19     |
| Österreich (Ö3)              | 3 (15 Wo.)        | 15     |
| Schweiz (IFPI)               | 9 (15 Wo.)        | 15     |
| Vereinigtes Königreich (OCC) | 77 (2 Wo.)        | 2      |

| ChartsJahrescharts (1996) | Platzierung |
| ------------------------- | ----------- |
| Deutschland (GfK)         | 44          |

| ChartsJahrescharts (1997) | Platzierung |
| ------------------------- | ----------- |
| Deutschland (GfK)         | 49          |
| Österreich (Ö3)           | 31          |

Auszeichnungen für Musikverkäufe

| Land/Region        | Auszeichnungen für Musikverkäufe (Land/Region, Auszeichnung, Verkäufe) | Verkäufe |
| ------------------ | ---------------------------------------------------------------------- | -------- |
| Deutschland (BVMI) | Platin                                                                 | 500.000  |
| Insgesamt          | 1× Platin ·                                                            | 500.000  |

## Weitere Coverversionen
- 1988 veröffentlichte Elaine Paige ein Album mit Queen-Liedern, The Queen Album, auf dem eine Power-Balladen-Version des Liedes enthalten ist.
- 1989 nahm Brian May eine von zwei Kinder gesungene Version auf. John Deacon spielte Bass, Roger Taylor Schlagzeug. Diese Version erschien als Benefiz-Single zugunsten der Organisation British Bone Marrow Donor Appeal, die Knochenmarkspenden für Leukämie-Kranke unterstützt. Die 12"-Ausgabe enthält zusätzlich eine von Mays achtjähriger Tochter gesungene Demoversion.
- 1992 präsentierte Seal den Titel als Gastsänger der verbliebenen Mitglieder von Queen beim Freddie Mercury Tribute Concert.
- 1995 produzierte Brian May eine Version mit Jennifer Rush, die auf ihrem Album Out of My Hands enthalten ist. Brian May singt eine Strophe und den Hintergrundgesang und spielt Gitarre.
- 1995 erschien eine Live-CD des Wohltätigkeitskonzertes Pavarotti & Friends, auf dem Luciano Pavarotti das Lied zusammen mit Giorgia singt.
- Shirley Bassey sang den Titel auf etlichen Konzerten.
- 1997 veröffentlichte Sarah Brightman eine Coverversion für das Album Time to Say Goodbye und als Single. Die Single erreichte Platz 45 in den UK-Charts.
- 2002 veröffentlichte die Band After Forever eine Coverversion auf der Single Emphasis / Who Wants to Live Forever. Dabei wirkten auch Arjen Lucassen (Gitarre) und Damian Wilson (Gesang) mit, die bereits bei Ayreon gemeinsam tätig waren.
- 2003 nahm die Sängerin Edyta Górniak eine polnische Version mit dem Titel Nieśmiertelni für das Album Moja i Twoja muzyka auf, ein Kompilationsalbum des Radiosenders RMF FM. Das Lied wurde als Promo-Radiosingle von Pomaton EMI veröffentlicht.
- 2005 coverte die Band Breaking Benjamin den Titel für das Album Killer Queen: A Tribute to Queen.
- 2006 nahmen The Ten Tenors eine Version für ihr Album Here’s to the Heroes auf.
- 2007 coverte die Band Gregorian den Song für ihr Album Masters of Chant Chapter VI.
- 2008 nahm Rhydian Roberts das Lied für sein Debütalbum Rhydian auf.
- 2009 sang der Tenor Amaury Vassili für sein Album Vincero eine Version ein, die dem operettenhaften Original recht nahekommt.
- 2009 veröffentlichte Katherine Jenkins das Album Believe, das eine Version von Who Wants to Live Forever enthält.
- 2012 veröffentlichten Jonathan and Charlotte auf dem Album Together eine italienische Version des Songs.